# 眼状紋
眼状紋（がんじょうもん、eye spot）とは、動物の体に見られる眼のような模様である。一種の擬態と考えられているが、議論が多い。

## 概要

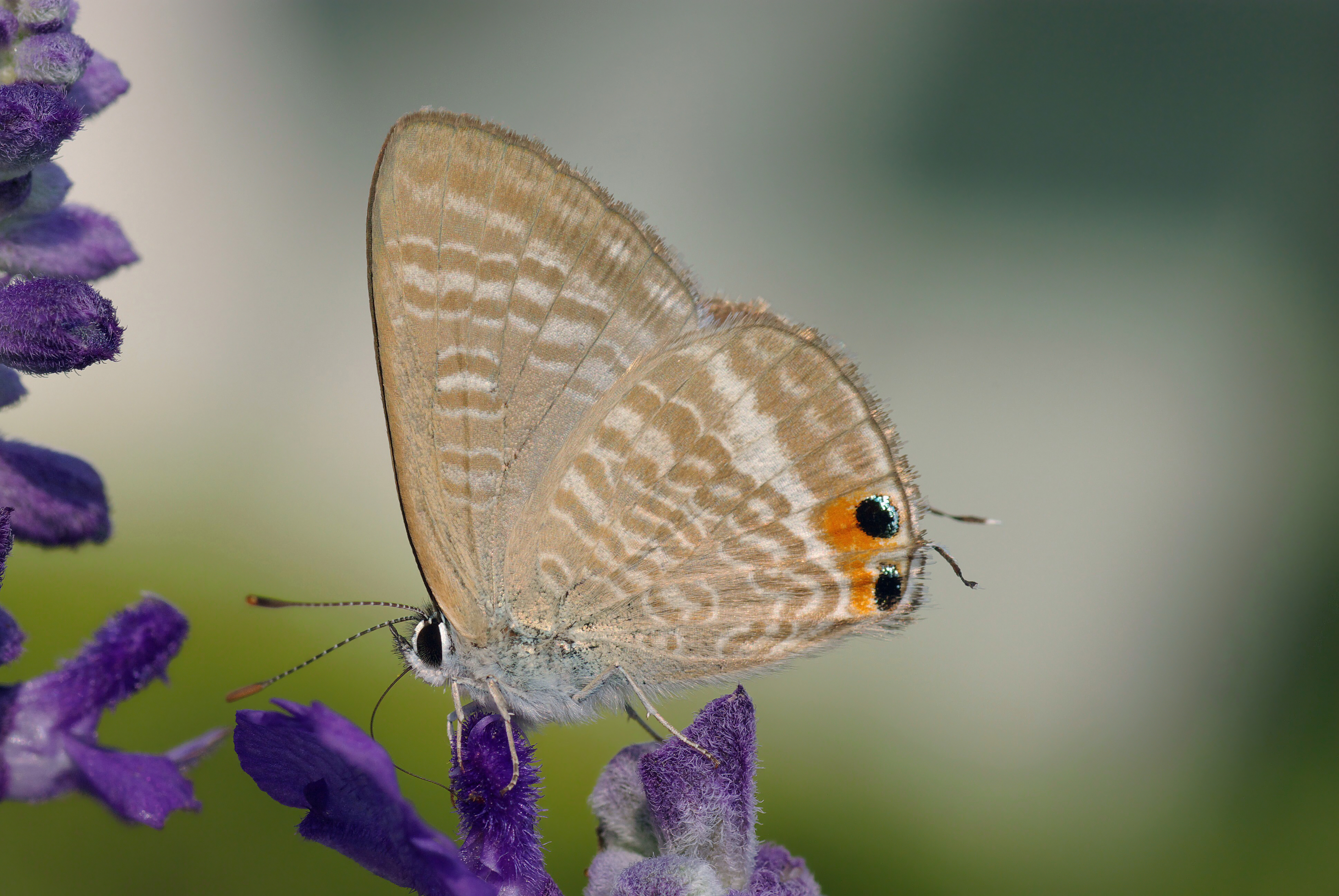
ウラナミシジミ
頭の反対側に眼状斑・そのそばには触角状の突起まである

眼状紋と言われるものは、形としては、ほぼ同心円状の模様で、黒ないし褐色と白など薄い色の部分が交互になっているもの。特に中心部の濃色部が広く、そのまた中央に白色部があるなど、脊椎動物の目を思わせる模様である。俗称としては目玉模様もよく使われる。単純な模様なので、動物の体表の模様にはこのようなものに大小様々な例があるが、この名で呼ばれるのは、その動物の体に対して比較的大きくて目を引くものを指し、また往々にして左右に対をなして存在する。
昆虫に例が多く、特にチョウのそれが有名である。ジャノメチョウなどの翅等に見られ、ジャノメチョウやメダマチョウは名前が模様に由来している。これらは羽の外周側、表か裏に大きく目立つところにある。
眼状紋の役割には二つの説があり、一つはそのフクロウやヘビの眼に似た模様によって鳥類等の天敵を脅かすためという説、もう一つは模様の付いた翅を頭と誤認させることで天敵の攻撃をこちらにそらし、重要な器官である頭を守るという説がある。

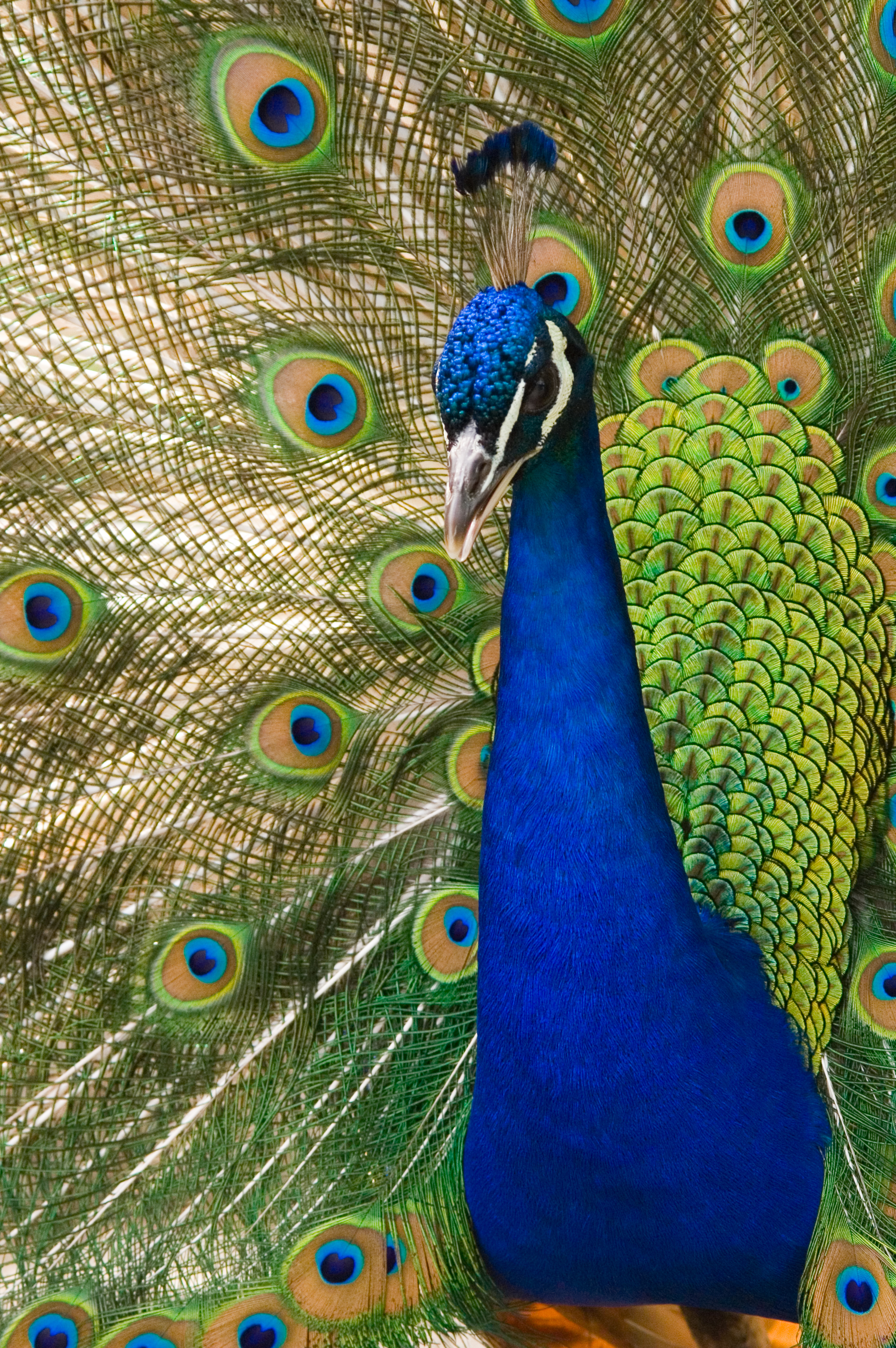
クジャク
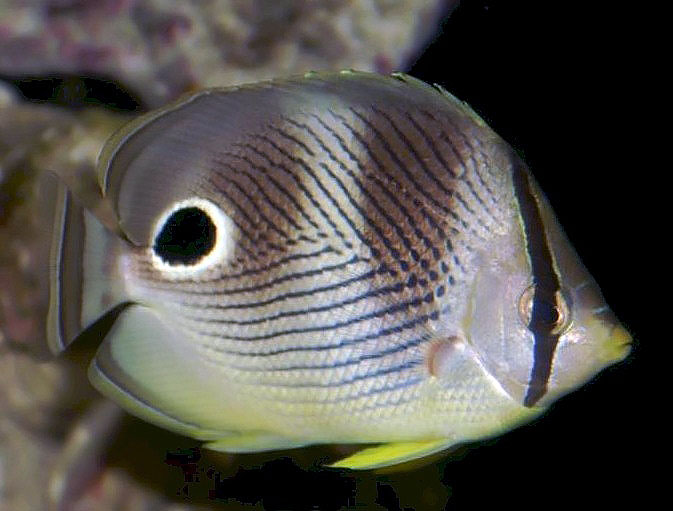
フォーアイバタフライフィッシュ（英語版）
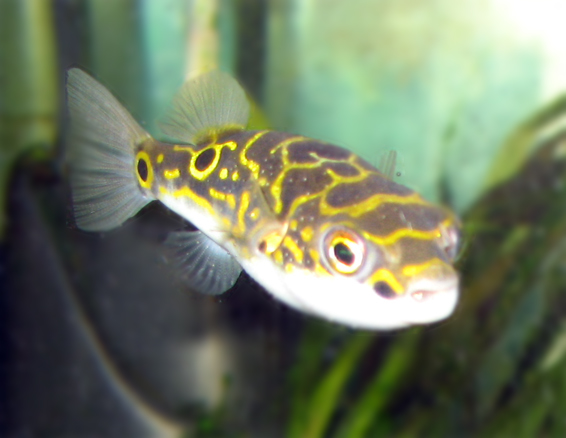
ハチノジフグ（英語版）
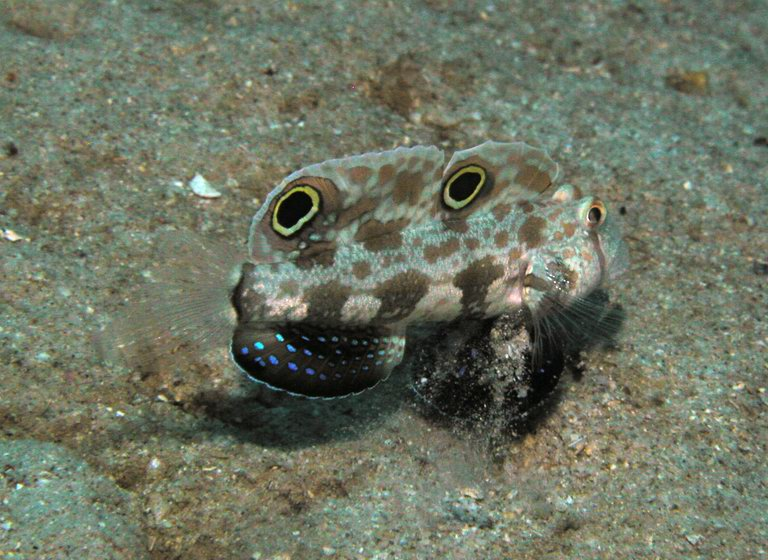
Twin-spot goby（英語版）
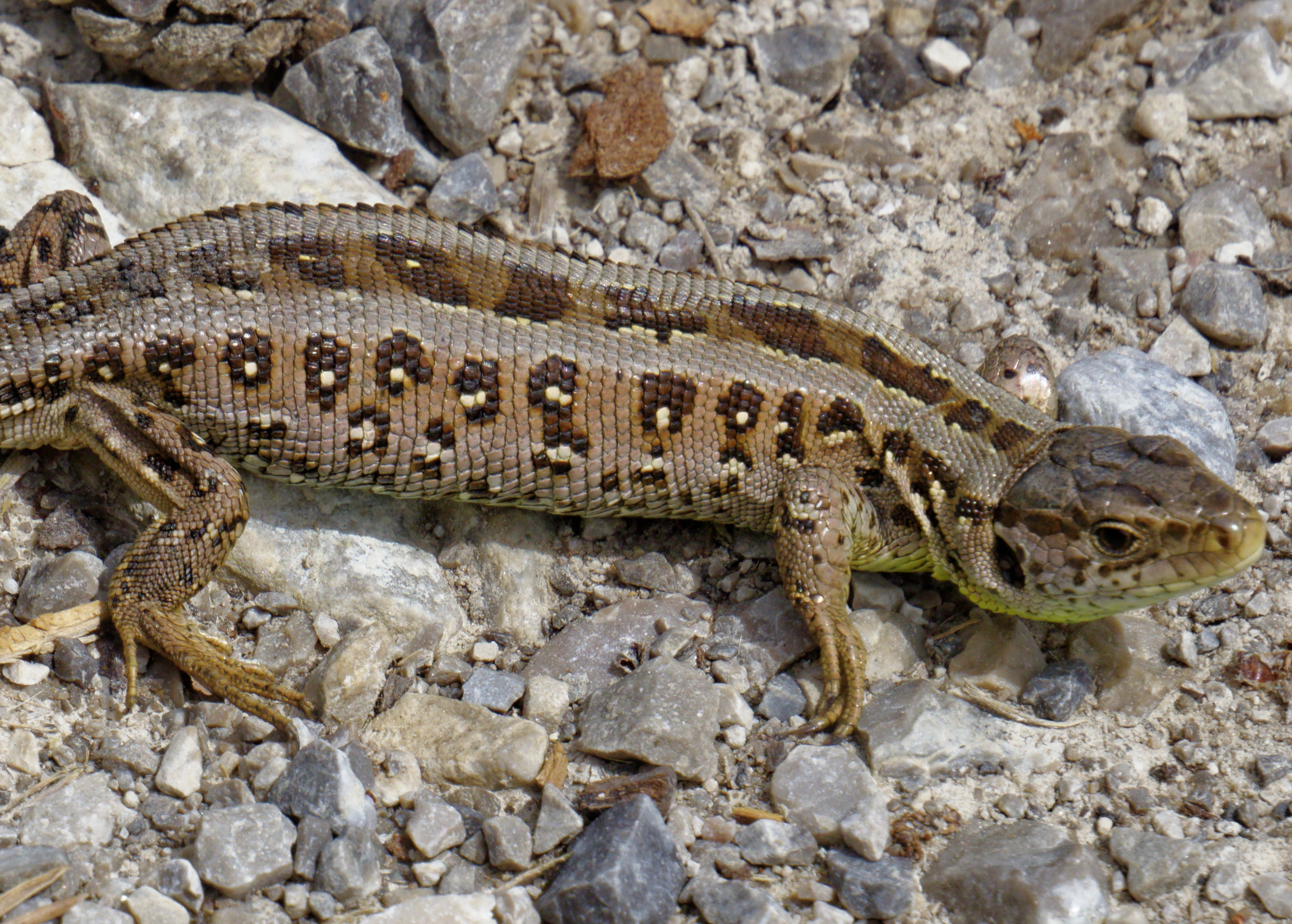
ニワカナヘビ
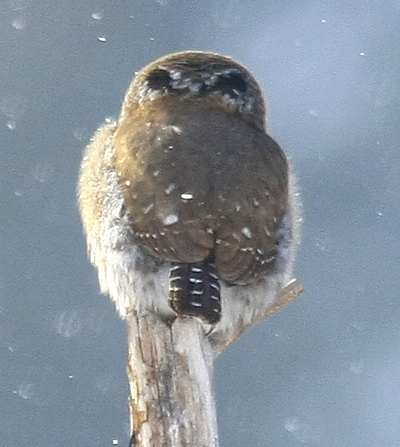
Northern pygmy owl（英語版）の後頭部

## 実験
4年間にわたり、14の群れの2061頭の牛に実験を行った。683頭に眼状紋、543頭にｘで塗装され、835頭には何もせず、それぞれの群れの塗装は混ざった状態で行われた。結果、眼状紋の捕食0、ｘマークの捕食4、無塗装の被害15頭で、捕食獣は豹によるものが一頭で、残りはライオンであった。

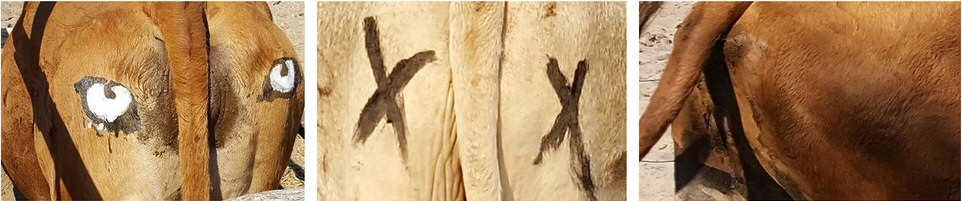
ボツワナで行われた実験。（左）尻に眼状紋を描いた牛（中央）尻にｘ印を描いた牛 （右）ノーマークの牛